# لوتر جرج سیمیجیان
لوتر جرج سیمیجیان (ارمنی: Լութեր Ճորճ (Կարապետ) Սիմճեան؛ ۲۸ ژانویهٔ ۱۹۰۵ – ۲۳ اکتبر ۱۹۹۷) مخترع ارمنی‌تبار اهل ایالات متحده آمریکا بود که در سال ۱۹۵۶ عابر بانک (ATM) را اختراع نمود.